# Ichthyodectiformes
Gli ittiodectiformi (Ichthyodectiformes) sono un ordine di pesci estinti, appartenenti agli osteoglossomorfi (Osteoglossomorpha). Vissero tra il Giurassico superiore e il Cretaceo superiore (160 - 65 milioni di anni fa), o forse fino all'Eocene inferiore (55 milioni di anni fa), e i loro resti sono stati ritrovati in tutti i continenti. Fra gli ittiodectiformi vi furono tra i più grandi pesci ossei predatori del Cretaceo. 

## Descrizione
Gli ittiodectiformi erano pesci dal corpo generalmente allungato, di media o grossa taglia. Sono spesso noti come "pesci bulldog" a causa della forma del cranio, corto e alto e dotato di una mandibola leggermente prognata, particolarmente robusta e simile a quella di un bulldog.
Alcuni di questi pesci raggiunsero taglie enormi (ad es. Xiphactinus, lungo oltre sei metri) e furono i più grandi pesci ossei del Cretaceo. Gli ittiodectiformi sono caratterizzati da una pinna dorsale spostata molto posteriormente, opposta alla pinna anale. Le pinne pelviche, inoltre, erano più vicine alla pinna anale che a quelle pettorali, mentre la pinna caudale era omocerca e fortemente biforcuta. I denti, generalmente aguzzi o leggermente smussati, erano disposti in una sola fila lungo le mascelle.

## Classificazione ed evoluzione

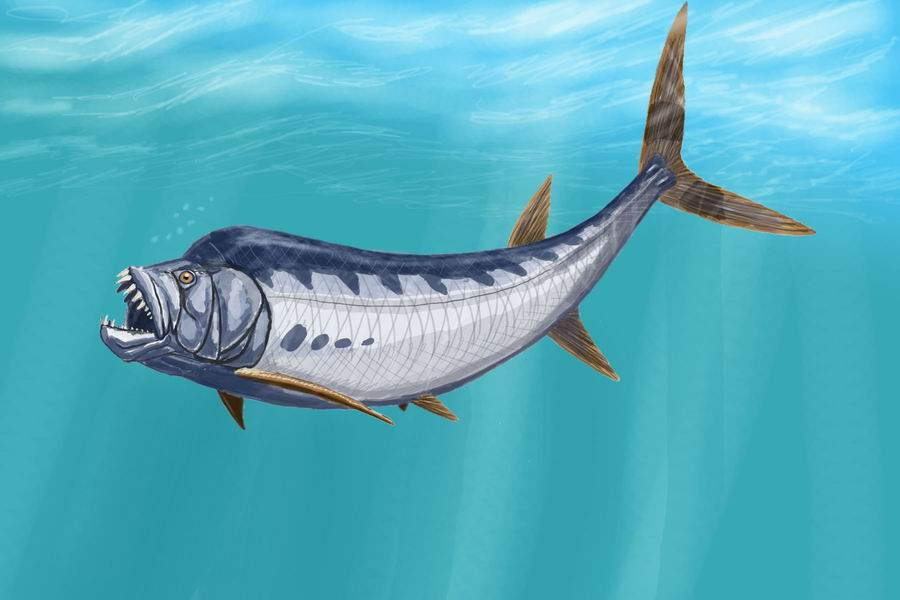
Ricostruzione di Xiphactinus

Gli ittiodectiformi sono considerati un gruppo di pesci ossei relativamente primitivi, probabilmente forme basali di teleostei (il gruppo più grande ed evoluto di pesci ossei). In passato sono stati accostati (o addirittura inclusi) in un altro grande gruppo di pesci ossei primitivi, i pachicormiformi, ma nuove ricerche hanno portato alla conclusione che gli ittiodectiformi fossero un gruppo ben distinto, probabilmente all'interno del gruppo più ampio degli osteoglossomorfi (Osteoglossomorpha), attualmente rappresentati da poche forme (tra cui il grande arapaima sudamericano).
I primi rappresentanti del gruppo erano forme di dimensioni relativemte modeste (lunghezza circa 45 centimetri), apparse all'inizio del Giurassico superiore (Oxfordiano/Kimmeridgiano, circa 155 milioni di anni fa), come Thrissops e Allothrissops. Gli ittiodectiformi si diffusero in tutti i continenti, compresi Australia (Cooyoo) e Antartide (Antarctithrissops), e nel corso del Cretaceo aumentarono le loro dimensioni e si specializzarono secondo diversi adattamenti. Una famiglia in particolare (i saurodontidi) sviluppò una bizzarra conformazione della mandibola. Alla fine del Cretaceo si estinsero senza lasciare discendenti, come numerosi altri gruppi marini, ma vi sono alcuni fossili di dubbia identità (ad esempio Xiphactinus dunedinensis della Nuova Zelanda) che risalirebbero all'Eocene inferiore (circa 55 milioni di anni fa). 

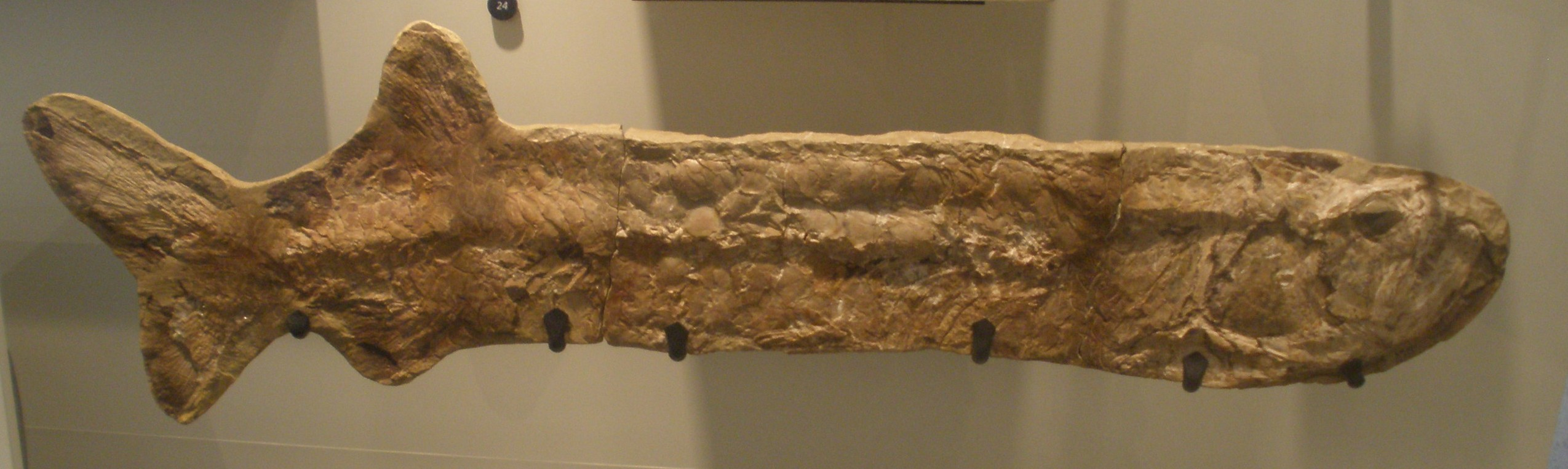
Cladocyclus gardneri

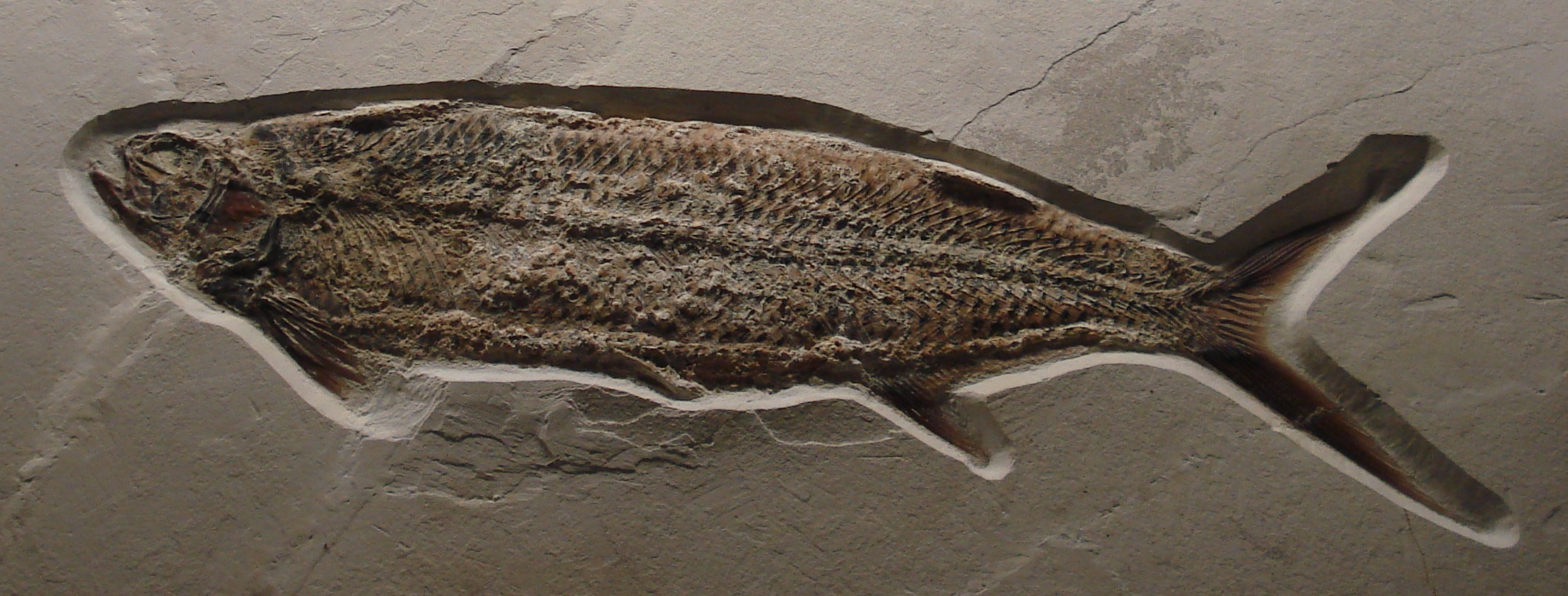
Thrissops formosus

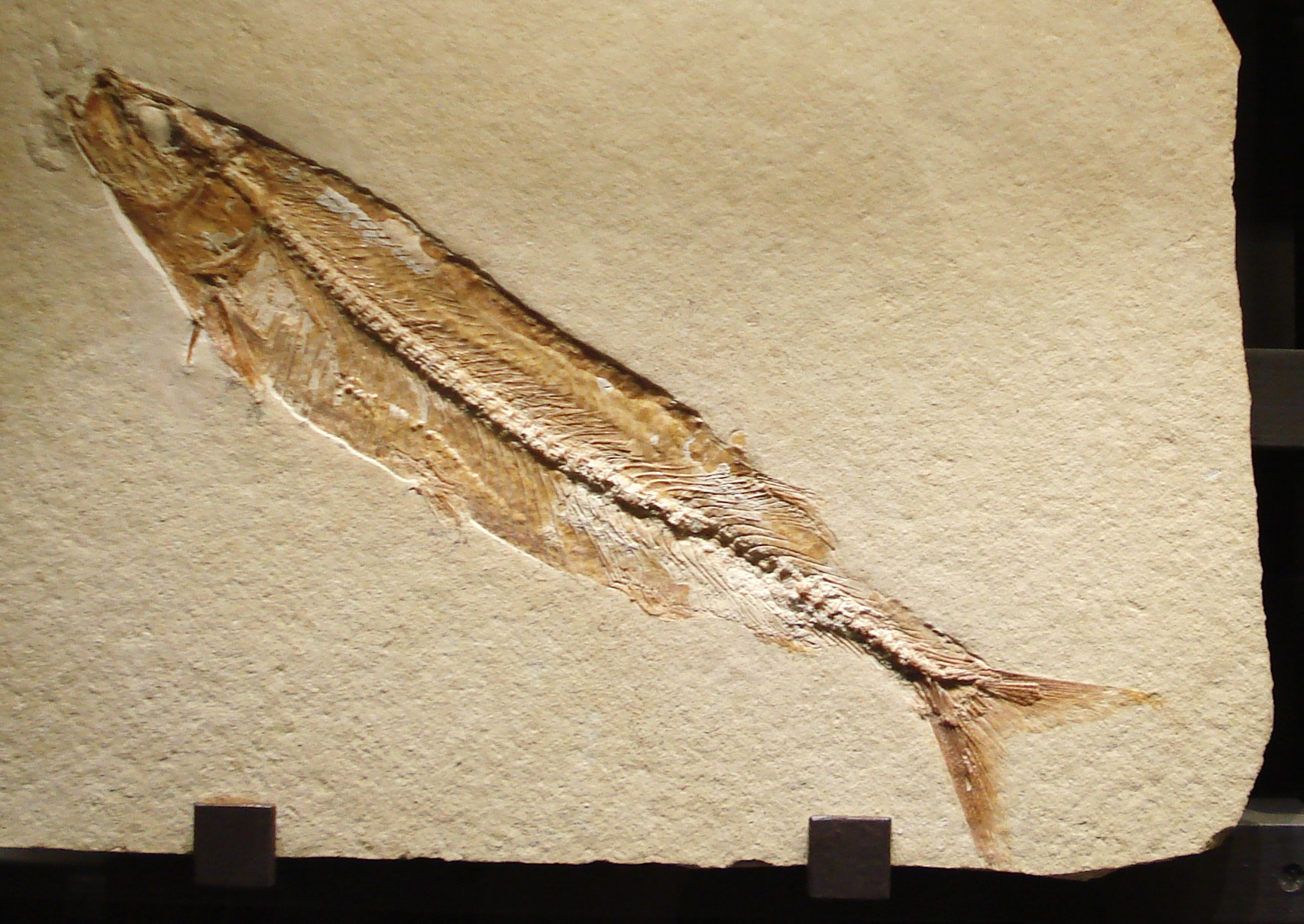
Allothrissops mesogaster

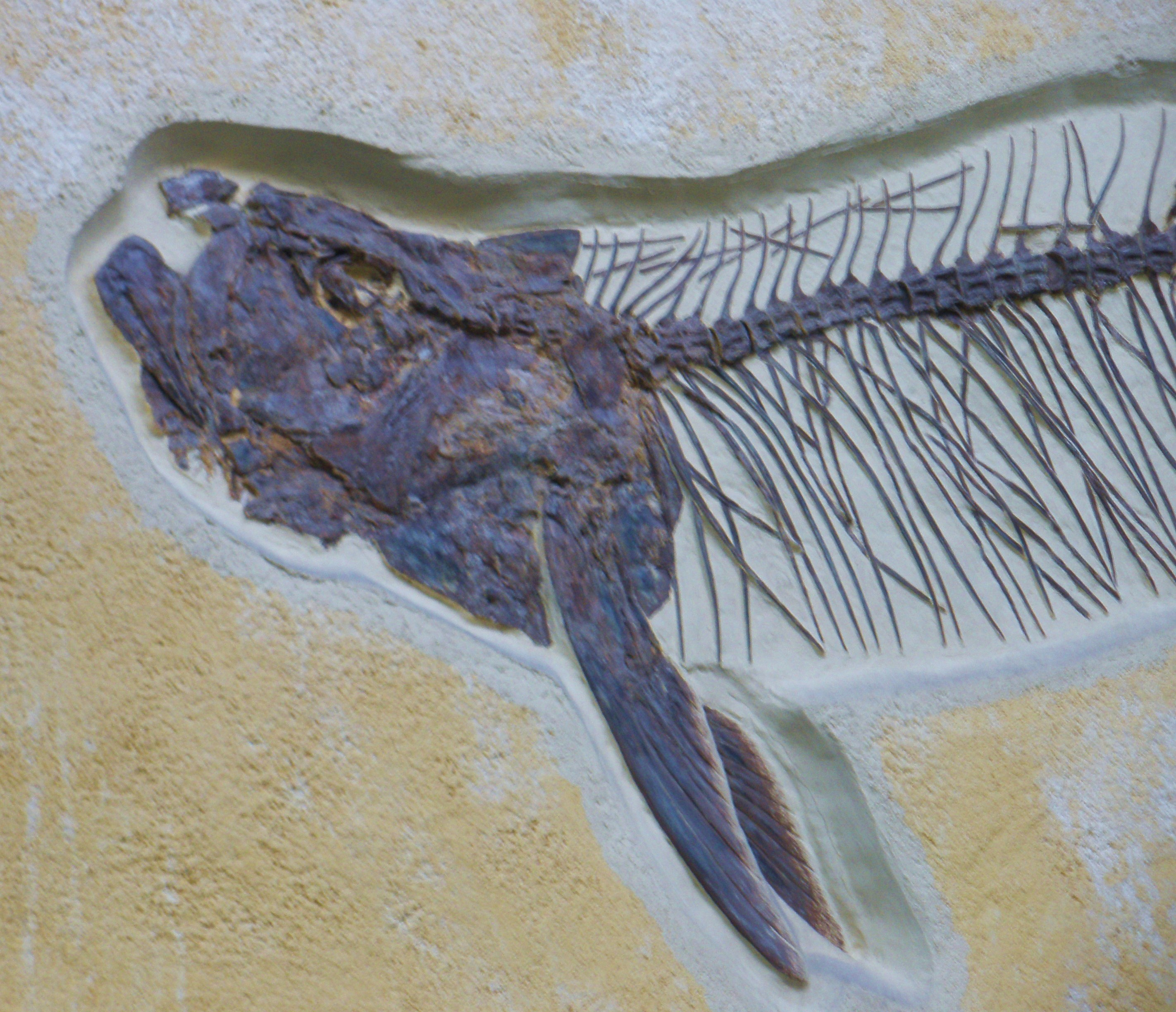
Gillicus arcuatus

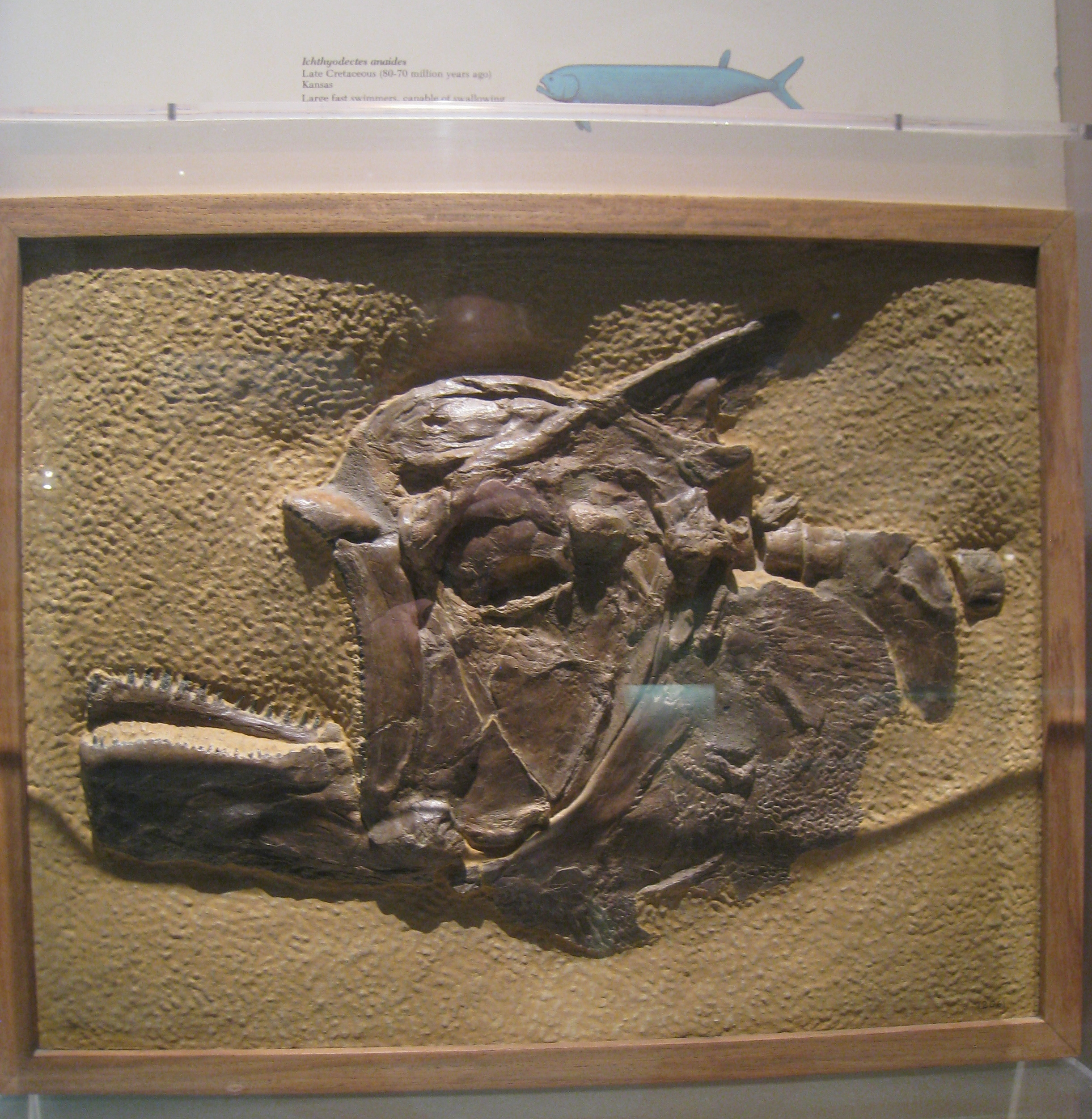
Ichthyodectes ctenodon

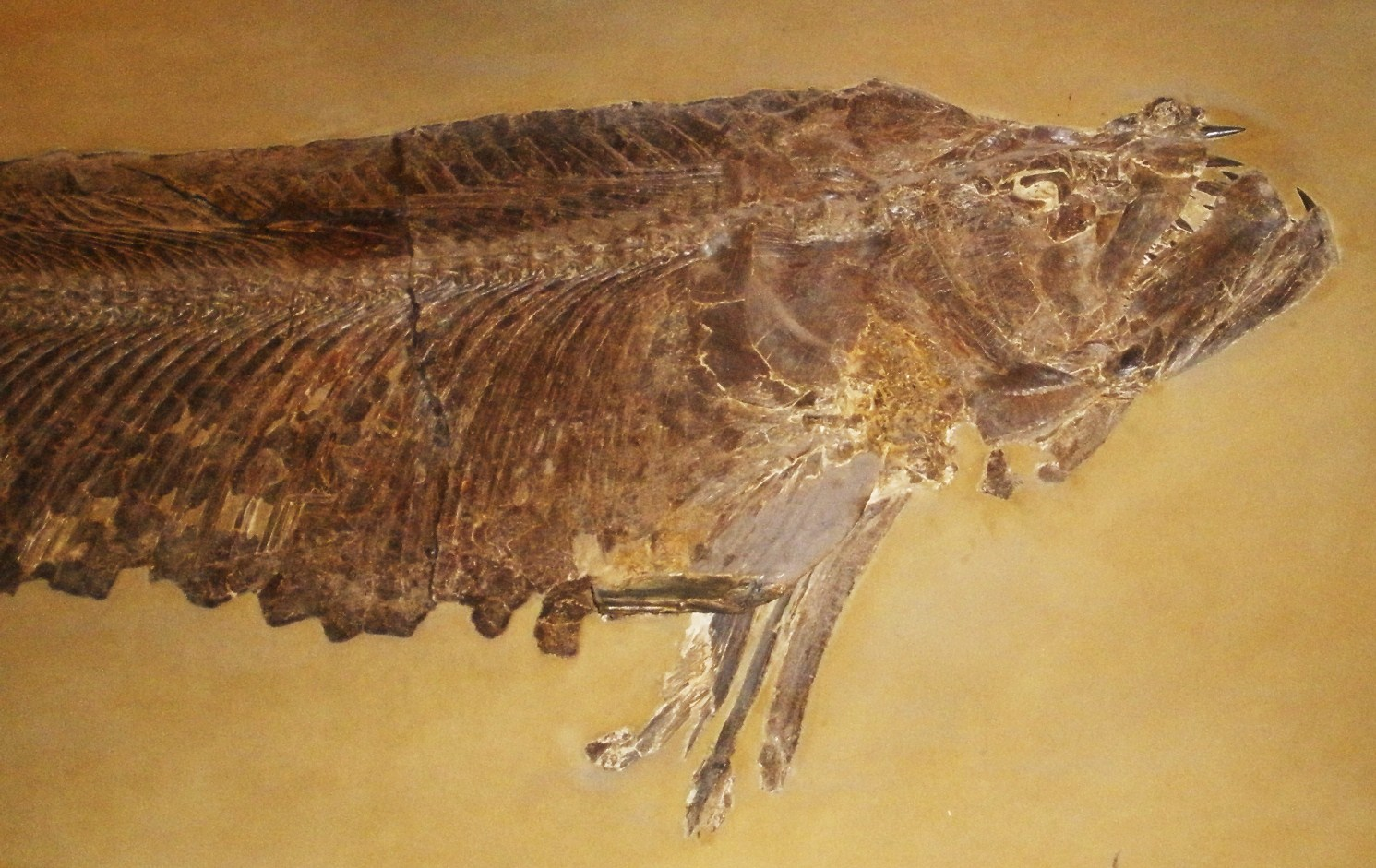
Xiphactinus audax

### Tassonomia
La filogenesi degli ittiodectiformi non è ben chiara, e vi sono alcune forme non facilmente attribuibili alle varie famiglie, oppure considerate basali.
Ichthyodectiformes
- Africathrissops Taverne, 2010
- Altamuraichthys Taverne, 2016
- Ascalabothrissops? Arratia, 2000
- Dugaldia Lees, 1990
- Faugichthys Taverne & Chanet, 2000
- Furloichthys Taverne & Capasso, 2018
- Garganoichthys Taverne, 2009
- Ogunichthys Alvarado-Ortega & Brito, 2009
- Pachythrissops? Woodward, 1919
- Prymnetes Cope, 1871
- Sultanuvaisia Nesov, 1981
- Unamichthys Alvarado-Ortega, 2004
- Verraesichthys Taverne, 2010
- Allothrissopsidae
  - Allothrissops Nybelin, 1964
  - Antarctithrissops Arratia et al., 2004
  - Occithrissops Schaeffer & Patterson, 1984
  - Thrissops Agassiz, 1843
- Chuhsiungichthyidae Yabumoto, 1994
  - Chuhsiungichthys Lew, 1974
  - Jinjuichthys Kim et al., 2014
  - Mesoclupea Ping & Yen, 1933
- Bardackichthyidae Hacker & Shimada, 2021
  - Amakusaichthys?  Yabumoto et al., 2020
  - Bardackichthys Hacker & Shimada, 2021
  - Heckelichthys? Taverne, 2008
- Cladocyclidae Maisey, 1991
  - Aidachar Nesov, 1981
  - Chirocentrites Heckel, 1849
  - Chiromystus Cope, 1885
  - Cladocyclus Agassiz, 1841
  - Cladocynodon de Mayrinck et al., 2023
  - Eubiodectes Hay, 1903
- Ichthyodectidae Crook, 1892
  - Capassoichthys Taverne, 2015
  - Cooyoo Bartholomai & Less, 1987
  - Ghrisichthys Cavin et al., 2013
  - Ichthyodectes Cope, 1870
  - Postredectes Kaddumi, 2009
  - Vallecillichthys Blanco & Cavin, 2003
  - Xiphactinus Leidy, 1870
- Saurodontidae Cope, 1870
  - Amakusaichthys?  Yabumoto et al., 2020
  - Gillicus Cope, 1875
  - Gwawinapterus Arbour & Currie, 2011
  - Prosaurodon Stewart, 1999
  - Saurocephalus Harlan, 1824
  - Saurodon Hay, 1830

## Paleoecologia
Gli ittiodectiformi, data la forma del corpo e della testa (e dei denti generalmente aguzzi e cilindrici), erano generalmente pesci predatori. I loro resti sono stati ritrovati in sedimenti marini e di estuario. Generalmente si nutrivano di pesci più piccoli, e sono stati ritrovati alcuni fossili in cui si sono conservati i resti interi delle prede: un fossile di Xiphactinus lungo 5 metri contiene al suo interno un fossile completo di Gillicus, lungo circa 2 metri. Proprio Gillicus, insieme ad altre forme simili, sembrerebbe essere stato non un predatore attivo di pesci ma piuttosto un animale planctivoro, a causa dei denti piccolissimi. Un altro ittiodectiforme bizzarro, Dugaldia, possedeva una bocca eccezionalmente estensibile in senso laterale; un raffronto con un piccolo pesce attuale dotato di una struttura simile (Neoclinus blanchardi) ha portato a ipotizzare che la strana struttura delle mascelle potesse anche avere una funzione nella comunicazione intraspecifica: gli attuali N. blanchardi combattono tra loro spalancando le bocche per cercare di terrorizzare l'avversario.